# 焦磷酸钡
焦磷酸钡是一种无机化合物，化学式为Ba2P2O7，它是钡的磷含氧酸盐之一。它可由磷酸氢钡在高温分解得到。
掺杂铕的焦磷酸钡（Ba2P2O7:1%Eu2+）可用作近紫外LED的蓝光磷光体。

## 拓展阅读
- J. A. Campbell, Charles Schenker. . Journal of the American Chemical Society. 1945-05, 67 (5): 767–769  [2022-10-07]. ISSN 0002-7863. doi:10.1021/ja01221a021. （原始内容存档于2022-10-11） （英语）.